# Friedrich von Wurmb
El barón Friedrich von Wurmb ( * 1742 - 1781) fue un naturalista alemán.
Fue uno de los fundadores de la colonia alemana de Batavia. La historia de su familia está descrita por Eine großmütige Handlung aus der neuesten Geschichte, los dos hermanos que amaron a la misma mujer, y para evitar una catástrofe, uno de los dos parte a Asia.
Participó activamente en la creación de la Sociedad batavia de las Artes y las Ciencias. Sus colecciones y su biblioteca constituyeron la base del Museo Nacional y de la Biblioteca Nacional de Yakarta.
Fue amigo muy próximo del científico neerlandés Johan Maurits Mohr (1716–1775) que jugó un gran rol en los primeros estudios científicos en Indonesia.
Su correspondencia se publica en 1794 con el título de Briefe des Herrn von Wurmb und des Herrn Baron von Wollzogen auf ihren Reisen nach Afrika und Ostindien in den Jahren 1774 bis 1792.
- La abreviatura «Wurmb» se emplea para indicar a Friedrich von Wurmb como autoridad en la descripción y clasificación científica de los vegetales.[1]